# Karl Heinrich Ludwig Pölitz
Karl Heinrich Ludwig Pölitz, född 17 augusti 1772 i Ernstthal, Sachsen, död 27 februari 1838 i Leipzig, var en tysk historiker.
Pölitz blev 1794 privatdocent i filosofi vid universitetet i Leipzig och 1795 professor i moral och historia vid kadettanstalten i Dresden. År 1803 blev professor vid universitetet i Wittenberg och 1815 i vid universitetet i Leipzig.